# Desesperado Club Social
Desesperado Club Social va ser un programa de televisió magazín espanyol presentat per Kira Miró, Eduardo Aldán, Mónica Hoyos, Christian Gálvez, Víctor Serrano, Esther Bizcarrondo, Raul Peña i Marta Suárez i produït per Selecta Visión S.L.U. per la cadena espanyola Antena 3, que el va emetre entre 1999 (primera temporada), 2000-2001 (segona temporada) i 2002 (tercera i última temporada).

## Format
DCS era un programa contenidor la mecànica del qual es basava en intersticials ficcionats i uns altres a la manera de magazine que entrellaçaven sèries com Els Simpsons, Futurama, Malcolm in the Middle i Locos de Atar. L'últim en música, cinema, DVD, vídeo, Internet, vídeo jocs, llibres, presentat a través de ficcions i entrevistes que els presentadors realitzaven amb l'humor i el sentit crític més afí al seu públic.

## Premis
Desesperat Club Social va aconseguir en 2001 el Premi Ondas al programa més innovador, premiant així un nou concepte de contenidor infantil i juvenil.

## Cessament del programa
Malgrat el seu èxit, Desesperado Club Social va finalitzar en 2002, per decisions polítiques segons paraules del seu aleshores presentador Christian Gálvez.